# خليفة بن سعيد
السلطان خليفة بن سعيد البوسعيدي (ولد عام 1852- توفي 13 فبراير 1890م) ثالث سلاطين زنجبار بعد أخيه السلطان برغش. حكم زنجبار من تاريخ 17 رجب 1305هـ - 23 جمادى الآخرة 1307هـ الموافق 26 مارس 1888 حتى 13 فبراير 1890، وخلفه بعد وفاته أخوه السلطان علي بن سعيد البوسعيدي.

## حياته
هو الابن السابع عشر للسلطان سعيد بن سلطان من ام حظية أثيوبية. ليس له من ذرية سوي إبنه محمد بن خليفة المتوفى عام 1906م.

## سجنه
عند استلام برغش الحكم عام 1870، فجأة وبدون مقدمات ولا ذكر للأسباب فقد وضع أخاه الأصغر خليفة بالحبس. وقد عاني هذا المسكين من ثلاث سنوات حبس في زنزانة مفردة ووضعت عليه السلاسل الثقيلة والأغلال، ولم يعرف أحدا ماهي الأسباب الداعية لذلك ولم يكن أحدا يجرؤ على السؤال. وقد يكون السبب هو الخوف من أن يخطط وريثه لعمل انقلاب عليه تماما كما عمل هو مع أخيه ماجد. وحسب ماذكرته أختهم السيدة سالمة (وقد غيرت اسمها إلى إميلي رويت)، فإن برغش لم يطلق سراح أخيه إلا عندما نوت إحدى أخواته الحج إلى مكة، فخاف أن تصبه دعوة عليه هناك بالحرم المكي، فطلب من أخته أن تعفو عنه فرفضت إلا بعد أن تم أطلاق سراح أخيه خليفة من الحبس.
مع ذلك، فقد استمر برغش بمراقبة أخيه خليفة هو وأصدقائه، حسبما ذكرت سلمى بمذكراتها، وقد أشارت إلى حادثة واحدة حيث دمر وبملئ إرادته أحد أصدقاء خليفة الأغنياء، مما حرم عليه الحصول على أي دعم من باقي أصدقائه الأثرياء.

## الحكم
استلم حكم زنجبار بتاريخ 26 مارس 1888، وذلك بعد وفاة أخيه برغش، وقد وقع على معاهدة مع شركة شرق أفريقيا الألمانية (بالألمانية: Deutsch Ostafrika Gesellschaft) منح بمقتضاه الألمان الحق في تحصيل الرسوم الجمركية والضرائب على طول ساحل تنجانيقا في 1888 مقابل 200,000£ استرليني رسم تأجير تنجانيقا لمدة 50 عاما مما مكن الألمان من التحكم بطرق التجارة مع زنجبار، واستلم 11,000£ استرليني من شركة شرق أفريقيا البريطانية مقابل ممباسا والأجزاء الشمالية من الساحل الأفريقي الخاضع لحكمه.
وحصلت في دولته ثورة الشيخ بشير بن سالم الحارثي ضد الألمان في باغ مويو وبنغاني في الساحل الأفريقي، وكان يمده بالآلات الحربية والمأكولات حتى يتقوى على مقاومتهم.
نال السيد خليفة وسام فارس الصليب الكبير الفخرية (وسام القديس مايكل والقديس جورج) من بريطانيا.